# Municipi de Salaspils
El municipi de Salaspils (en letó: Salaspilss novads) és un dels 110 municipis de Letònia, que es troba localitzat al centre del país bàltic, i que té com a capital la localitat de Salaspils. El municipi va ser creat l'any 2004 després de la reorganització territorial.

## Ciutats i zones rurals
- Salaspils (ciutat amb zona rural)

## Població i territori
La seva població està composta per un total de 22.810 persones (2009). La superfície del municipi té uns 126,9 kilòmetres quadrats, i la densitat poblacional és de 179,75 habitants per kilòmetre quadrat.